# Armylaena
Armylaena is een kevergeslacht uit de familie van de boktorren (Cerambycidae). De wetenschappelijke naam van het geslacht werd voor het eerst geldig gepubliceerd in 1878 door Thomson.

## Soorten
Armylaena omvat de volgende soorten:
- Armylaena angolana (Veiga-Ferreira, 1971)
- Armylaena callidioides Thomson, 1878
- Armylaena fasciata (Gahan, 1890)
- Armylaena ivorensis (Fuchs, 1969)
- Armylaena jeanelli (Ferreira & Veiga-Ferreira, 1957)
- Armylaena pulchella (Gahan, 1904)
- Armylaena testacea (Jordan, 1906)